# Vendres
Vendres é uma comuna francesa na região administrativa de Occitânia, no departamento de Hérault. Estende-se por uma área de 37,8 km². Em 2010 a comuna tinha 2 793 habitantes (densidade: 73,9 hab./km²).